# Strzelanina w placówce pocztowej w Edmond
Strzelanina w placówce pocztowej w Edmond – strzelanina, do której doszło 20 sierpnia 1986 w miejscowości Edmond w stanie Oklahoma w Stanach Zjednoczonych. Sprawcą był 44-letni pracownik placówki pocztowej Patrick Henry Sherrill. W masakrze zginęło 15 osób, a 6 zostało rannych.

## Przebieg
Sprawca wszedł do budynku placówki pocztowej około godziny 7:00 rano i wkrótce potem wyciągnął pistolet i oddał pierwsze strzały. Jako pierwszego zabił jednego z dwóch kierowników placówki. Następnie chciał odszukać drugiego z nich, ale nie znalazł go. Wtedy zaczął strzelać do swoich współpracowników, zabijając trzynastu z nich i ranił sześciu innych, po czym popełnił samobójstwo przez strzał w czoło. W masakrze zginęło łącznie 15 osób, a 6 zostało rannych.

## Ofiary strzelaniny[1]
- Patricia Ann Chambers (41 lat)
- Judy Stephens Denney (41 lat)
- Richard C. Esser Jr. (38 lat)
- Patricia A. Gabbard (47 lat)
- Jonna Ruth Gragert (30 lat)
- Patty Jean Husband (48 lat)
- Betty Ann Jarred (34 lata)
- William F. Miller (30 lat)
- Kenneth W. Morey (49 lat)
- Leroy Orrin Phillips (42 lata)
- Jerry Ralph Pyle (51 lat)
- Paul Michael Rockne (33 lata)
- Thomas Wade Shader Jr. (31 lat)
- Patti Lou Welch (27 lat)
- Patrick Sherrill (44 lata)

## Sprawca
Sprawcą strzelaniny był 44-letni Patrick Henry Sherrill (ur. 13 listopada 1941 w Watonga), pracownik placówki pocztowej, w której dokonał masakry. Motywy jego ataku nie są znane. Według doniesień sprawca miał się dzień przed masakrą pokłócić z kierownikami placówki, a na początku ataku zabił jednego z nich.